# Ху Ядун
Ху Ядун (кит. упр. 胡亚东; род. 3 октября 1968, неизвестно) — китайская гребчиха, выступавшая за сборную Китая по академической гребле в конце 1980-х годов. Серебряная и бронзовая призёрка летних Олимпийских игр в Сеуле, обладательница серебряной медали чемпионата мира, чемпионка Азиатских игр в Пекине, участница многих регат национального и международного значения.

## Биография
Ху Ядун родилась 3 октября 1968 года.
Дебютировала на взрослом международном уровне в сезоне 1988 года, когда вошла в основной состав китайской национальной сборной и благодаря череде удачных выступлений удостоилась права защищать честь страны на летних Олимпийских играх в Сеуле, где стартовала сразу в двух женских распашных дисциплинах. В составе четырёхместного рулевого экипажа, куда также вошли гребчихи Чжан Сянхуа, Ян Сяо, Чжоу Шоуин и рулевая Ли Жунхуа, показала в финале второй результат, отстав почти на три секунды от титулованной команды Восточной Германии, и тем самым завоевала серебряную олимпийскую медаль. При этом в восьмёрках совместно с Чжоу Сюхуа, Чжан Яли, Хэ Яньвэнь, Хань Яцинь, Чжоу Шоуин, Ян Сяо, Чжан Сянхуа и Ли Жунхуа в решающем финальном заезде пришла к финишу третьей позади экипажей из ГДР и Румынии — таким образом добавила в послужной список бронзовую олимпийскую награду.
После сеульской Олимпиады Ху ещё в течение некоторого времени оставалась в составе гребной команды Китая и продолжала принимать участие в крупнейших международных регатах. Так, в 1989 году она побывала на чемпионате мира в Бледе, откуда привезла награду серебряного достоинства, выигранную в зачёте распашных безрульных четвёрок — в финале пропустила вперёд только спортсменок из ГДР.
В 1990 году в безрульных четвёрках одержала победу на домашних летних Азиатских играх в Пекине.